# 스핀트로닉스
스핀트로닉스(spintronics, spin transport electronics, 스핀에 기초한 전자공학의 신조어)는 자기 전자공학(magneto electronics)으로 알려져 있으며 부상중인 기술로 전자의 양자 스핀 상태뿐만 아니라 그들의 전하 상태까지 추구하고 있다. 전자 스핀 그 자체는 두 상태의 자기 에너지 시스템으로 명확하다. 1988년에 거대자기저항(GMR)의 발견이 알버트 훼트 등에 의해 이루어졌는데 그것이 스핀트로닉스의 탄생으로 고려된다.

## 이론
스핀트로닉스는 양자 스핀 상태를 바꾸거나 영향을 주는 능력이다. 전자는 스핀, 전하 그리고 질량의 기본 특성을 지닌다. 전자가 같은 시간에 수퍼포지션(중첩, 여러 곳에 존재)을 지니는 것은 비록 이론은 특정 쌍의 값만을 알 뿐 동시에는 알 수 없지만, 한 쌍은 운동량과 위치이며 다른 쌍은 에너지와 시간이다.
파울리 배타 원리에 따라, 두 전자는 같은 양자 상태를 점유할 수 없다. 외부 자기장이 있을 때 전자들은 두 스핀 상태 + 업 스핀과 - 다운 스핀을 지니는데, 전자 쌍에서 보통 발견된다. + 스핀 업은 - 스핀 다운 보다 적은 양자 에너지를 지닌다. 전자들은 광자 양자 에너지를 흡수하여 최외각 궤도를 바꾼다. 그리고 그들은 전자가 상호 스핀-궤도 결합과 광자 방출을 통해서 에너지 전송으로 스핀 뒤집힘을 유발하는 주파수 상호 공명 광자들과 충돌하여 스핀 결맞음을 잃는다.
스핀트로닉스 소자들을 만들기 위해서 주요 요건은 스핀 편극의 전자의 전류를 발생시킬 수 있는 시스템과 전자의 스핀 편극에 민감한 시스템 을 얻는 것이다. 드미트리 그리네비치는 편극 전자이론을 발굴하게 도움을 준 원래 과학자중의 하나였다. 이 이론은 최초로 만들어진 스핀트로닉스 소자 몇몇을 생성하였다. 대부분의 소자들은 역시 스핀 상태에 의존하는 전자의 전류를 변화시키는 어중간한 단위를 지니고 있다.
스핀 편극 전류를 발생시키는 가장 간단한 방법은 강자성 물질을 통하여 전류를 사출하는 것이다. 이 효과의 가장 공통적인 응용은 거대 자기저항(GMR) 소자이다. 전형적인 GMR 소자는 스페이서 층으로 분리된 강자성 물질의 적어도 두층으로 구성된다. 강자성 층의 두 자기벡터가 정렬될 때 전류가 자유롭게 흐를 것이다. 한편 자기 벡터가 반 평행하면 시스템의 저항은 더 높다. GMR의 두가지 변종들은 소자들 내에 적용되었다. 전류가 층과 평행하게 흐르는 평면내 전류 방식과 전류가 층과 수직하게 흐르는 평면 수직 전류 방식이다.

## 응용
스핀트로닉스 소자는 대용량 저장 소자 분야에 사용된다. 근래에(2002) IBM 과학자들이 그 엄청난 양의 자료를 좁은 영역에 압축하였다고 발표하였다. 밀도는 제곱 인치당 1조 비트(1.5Gbit/mm2) 또는 편면 3.5“ 디스크에 1TB 정도이다. 하드 드라이브 저장 밀도는 지수함수 성장 곡선을 따라 급격하게 증가한다. 정보 저장의 면 밀도의 배증 주기는 12달로 무어 법칙보다 훨씬 짧은 데 무어법칙은 집적 회로 내의 트랜지스터 수가 18개월마다 배증한다는 것을 관찰하였다. 하드 드라이브 역시 작용하는 스핀효과를 지니는데 "거대 자기 저항"(Great Magneto Resistance, GMR)이 그것이다.
지금까지의 가장 성공적인 스핀트로닉스 소자는 스핀 밸브이다. 이 소자는 자기 재료의 박막의 적층 구조를 활용한다. 그것은 인가된 자기장 방향에 의존하는 전기 저항을 변화시킨다. 스핀 밸브에서 강자성 층의 하나는 핀으로 고정된 것처럼 그 자계 방향이 고정되어 남고 다른 강자성 층은 자기장의 인가와 함께 자유롭게 회전한다.
자계가 자유 층과 고정 층의 자계 벡터를 정렬할 때 소자의 전기 저항은 스핀에 의존하는 산란에 기인하여 증가한다. 변화의 크기[(반평행 저항- 평행 저항)/평행 저항 X100%]를 GMR비라 한다.
소자들은 GMR 비와 함께 시연되었다. 10% 보다 큰 전형적인 값에 비해 200% 높다. 이것은 보통 3%보다 작은 한 층 물질내의 반평행 자기저항 효과에 대해 엄청난 개선이다. 스핀 밸브는 컴퓨터 디스크에 작은 자기 비트에서 기원한 것과 같이 매우 약한 자기장에 민감한 반응을 지니는 자기적으로 연성인 자유 층으로 설계될 수 있다. 그리고 1990년대 후반부터 컴퓨터 하드 디스크 드라이브 자기저항 헤드내의 반평행 자기저항 센서를 대체하였다.
미래의 응용은 상온 강자성을 보이는 자기 반도체의 개발을 요구하는 스핀에 기초한 트랜지스터를 포함할 수 있다. MRAM 또는 자기 임의 접근 메모리(앰램)의 작동이 역시 스핀트로닉스 원리에 기초한다. 다강성(Multiferroic)은 정전기 또는 전자기 영향하에 내부 분자 기화를 변화시킬 수 있는 특성을 지니며 약간의 대학에서 연구 집중 분야이다. 애니메이션을 지닌 스핀트로닉스의 물리 (https://web.archive.org/web/20160611234044/http://p2pnet.net/story/12439)%EB%A5%BC 보면 자세한 사항을 얻을 수 있다.

## 같이 보기
- 스튜어트 파킨
- 조지프슨 효과
- 스핀토크 전가
- 다강체